# Historial de la Primera División Femenina de España
A lo largo de su historia doce clubes han resultado campeones, el Fútbol Club Barcelona (femenino) es el más laureado con nueve campeonatos. El actual campeón de liga es el Fútbol Club Barcelona (femenino).

## Historial de los campeonatos
| Temporada                                                         | Equipos | Jorn. | Campeón (Ligaª)                     | Puntos | Subcampeón                    | Puntos | Tercer clasificado          | Puntos | Pichichi                  | Goles | Zamora    | Goles |
| ----------------------------------------------------------------- | ------- | ----- | ----------------------------------- | ------ | ----------------------------- | ------ | --------------------------- | ------ | ------------------------- | ----- | --------- | ----- |
| 1988-89                                                           | 9       | 18    | P. B. Barcilona Deco Parquet (1.ª)  | 24     | C. F. F. Parque Alcobendas    | 22     | R. C. D. Espanyol Inreplast | 20     |                           |       |           |       |
| 1989-90                                                           | 12      | 22    | Atlético Villa de Madrid (1.ª)      | 43     | Peña Barcelonista Barcilona   | 39     | R. C. D. Espanyol           | 30     |                           |       |           |       |
| 1990-91                                                           | 8       | 14    | Oiartzun K. E. (1.ª)                |        | Atlético Villa de Madrid      |        |                             |        |                           |       |           |       |
| 1991-92                                                           | 8       | 14    | Añorga K. K. E. (1.ª)               |        | C. F. Barcelona               |        |                             |        |                           |       |           |       |
| 1992-93                                                           | 7       | 14    | C. D. Oroquieta Villaverde (1.ª)    |        | Añorga K. K. E.               |        |                             |        |                           |       |           |       |
| 1993-94                                                           | 10      | 18    | C. D. Oroquieta Villaverde (2.ª)    |        | Añorga K. K. E.               |        |                             |        |                           |       |           |       |
| 1994-95                                                           | 10      | 18    | Añorga K. K. E. (2.ª)               |        | C. D. Oroquieta Villaverde    |        |                             |        |                           |       |           |       |
| 1995-96                                                           | 9       | 18    | Añorga K. K. E. (3.ª)               |        | C. D. Oroquieta Villaverde    |        |                             |        |                           |       |           |       |
| 1996-97[A]                                                        | 42      | 14    | Sant Vicent Valencia C. F. F. (1.ª) |        | Añorga K. K. E.               |        |                             |        |                           |       |           |       |
| 1997-98[A]                                                        | 43      | 14    | Club Atlético Málaga (1.ª)          |        | Sant Vicent Valencia C. F. F. |        |                             |        |                           |       |           |       |
| 1998-99[A]                                                        | 50      | 24    | C. D. Oroquieta Villaverde (3.ª)    |        | C. F. Irex Puebla             |        |                             |        |                           |       |           |       |
| 1999-00[A]                                                        | 50      | 24    | C. F. Irex Puebla (1.ª)             |        | A. D. Torrejón C. F.          |        |                             |        |                           |       |           |       |
| 2000-01[A]                                                        | 54      | 26    | Levante U. D. (2.ª)                 |        | Eibartarrak F. T.             |        |                             |        |                           |       |           |       |
| Primer Trofeo de Primera División (Levante U. D., 2001-2002)      |         |       |                                     |        |                               |        |                             |        |                           |       |           |       |
| 2001-02                                                           | 11      | 20    | Levante U. D. (3.ª)                 | 57     | C. F. Puebla                  | 51     | R. C. D. Espanyol           | 37     |                           | -     |           | -     |
| Segundo Trofeo de Primera División (Athletic Club, 2002-2005)     |         |       |                                     |        |                               |        |                             |        |                           |       |           |       |
| 2002-03                                                           | 12      | 22    | Athletic Club (1.ª)                 | 55     | Levante U. D.                 | 55     | C. F. Puebla                | 46     |                           | -     |           | -     |
| 2003-04                                                           | 14      | 26    | Athletic Club (2.ª)                 | 60     | C. E. Sabadell                | 58     | Levante UD                  | 58     |                           | -     |           | -     |
| 2004-05                                                           | 14      | 26    | Athletic Club (3.ª)                 | 66     | Levante U. D.                 | 63     | R. C. D. Espanyol           | 57     | Cubí                      | 32    |           | -     |
| Tercer Trofeo de Primera División (Rayo Vallecano, 2006-2011)     |         |       |                                     |        |                               |        |                             |        |                           |       |           |       |
| 2005-06                                                           | 13      | 24    | R. C. D. Espanyol (1.ª)             | 60     | Sevilla F. C.                 | 60     | Levante U. D.               | 55     | Auxi                      | 29    |           | -     |
| 2006-07                                                           | 14      | 26    | Athletic Club (4.ª)                 | 64     | R. C. D. Espanyol             | 63     | Levante UD                  | 55     | Adriana                   | 30    |           | -     |
| 2007-08                                                           | 14      | 26    | Levante U. D. (4.ª)                 | 71     | Rayo Vallecano                | 71     | Athletic Club               | 53     | Pablos                    | 24    |           | -     |
| 2008-09                                                           | 16      | 30    | Rayo Vallecano (1.ª)                | 81     | Levante U. D.                 | 76     | Athletic Club               | 65     | Vázquez                   | 32    |           | -     |
| 2009-10[B]                                                        | 8       | 14    | Rayo Vallecano (2.ª)                | 34     | R. C. D. Espanyol             | 36     | Athletic Club               | 29     |                           | -     |           | -     |
| 2010-11[B]                                                        | 8       | 14    | Rayo Vallecano (3.ª)                | 30     | R. C. D. Espanyol             | 32     | Athletic Club               | 28     |                           | -     |           | -     |
| Cuarto Trofeo de Primera División (F. C. Barcelona, 2011-2014)    |         |       |                                     |        |                               |        |                             |        |                           |       |           |       |
| 2011-12                                                           | 18      | 34    | F. C. Barcelona (1.ª)               | 94     | Athletic Club                 | 91     | R. C. D. Espanyol           | 76     | Soni                      | 38    | Paños     | 27    |
| 2012-13                                                           | 16      | 30    | F. C. Barcelona (2.ª)               | 76     | Athletic Club                 | 74     | Atlético de Madrid          | 68     | 2 jugadoras Pablos Soni   | 27    |           |       |
| 2013-14                                                           | 16      | 30    | F. C. Barcelona (3.ª)               | 79     | Athletic Club                 | 69     | Atlético de Madrid          | 54     | Soni                      | 28    | Ràfols    | 0.32  |
| Quinto Trofeo de Primera División (Atlético de Madrid, 2014-2019) |         |       |                                     |        |                               |        |                             |        |                           |       |           |       |
| 2014-15                                                           | 16      | 30    | F. C. Barcelona (4.ª)               | 77     | Atlético de Madrid            | 69     | Athletic Club               | 65     | 2 jugadoras Adriana Soni  | 22    | Ràfols    | 0.3   |
| 2015-16                                                           | 16      | 30    | Athletic Club (5.ª)                 | 78     | F. C. Barcelona               | 77     | Atlético de Madrid          | 69     | Hermoso                   | 24    | Ràfols    |       |
| 2016-17                                                           | 16      | 30    | Atlético de Madrid (2.ª)            | 78     | F. C. Barcelona               | 75     | Valencia C. F.              | 68     | Hermoso                   | 35    | Endler    | 9     |
| 2017-18                                                           | 16      | 30    | Atlético de Madrid (3.ª)            | 77     | F. C. Barcelona               | 76     | Athletic Club               | 56     | Corral                    | 24    | Paños     | 12    |
| 2018-19                                                           | 16      | 30    | Atlético de Madrid (4.ª)            | 84     | F. C. Barcelona               | 78     | Levante U. D.               | 57     | Hermoso                   | 24    | Paños     | 10    |
| Sexto Trofeo de Primera División (F. C. Barcelona, 2019-2022)     |         |       |                                     |        |                               |        |                             |        |                           |       |           |       |
| 2019-20                                                           | 16      | 21    | F. C. Barcelona (5.ª)               | 59     | Atlético de Madrid            | 50     | Levante U. D.               | 45     | Hermoso                   | 23    | Paños     | 5     |
| 2020-21                                                           | 18      | 34    | F. C. Barcelona (6.ª)               | 99     | Real Madrid C. F.             | 74     | Levante U. D.               | 70     | Hermoso                   | 31    | Misa      | 30    |
| 2021-22                                                           | 16      | 30    | F. C. Barcelona (7.ª)               | 90     | Real Sociedad                 | 66     | Real Madrid C. F.           | 60     | 2 jugadoras Oshoala Geyse | 20    | Lete      | 14    |
| Séptimo Trofeo de Primera División (F. C. Barcelona, 2022-2025)   |         |       |                                     |        |                               |        |                             |        |                           |       |           |       |
| 2022-23                                                           | 16      | 30    | F. C. Barcelona (8.ª)               | 85     | Real Madrid C. F.             | 75     | Levante U. D.               | 66     | Redondo                   | 27    | Misa      | 23    |
| 2023-24                                                           | 16      | 30    | F. C. Barcelona (9.ª)               | 88     | Real Madrid C. F.             | 73     | Atlético de Madrid          | 61     | Hansen                    | 21    | Gallardo  | 21    |
| 2024-25                                                           | 16      | 30    | F. C. Barcelona (10.ª)              | 84     | Real Madrid C. F.             | 76     | Atlético de Madrid          | 58     | Pajor                     | 25    | Cata Coll | 11    |

A^ Campeonatos de liga resueltos con sistemas de play-off entre los cuatro campeones de cada grupo.

B^ En las temporadas 2009/10 y 2010/11 se realizó un play-off entre los dos primeros para determinar el campeón. En ambos casos ganó la liga el RCD Español, sin embargo fue el Rayo Vallecano quien se hizo con el campeonato gracias a la eliminatoria.

### Trofeos en propiedad
El trofeo de la Liga se entrega al club campeón, que lo conserva durante un año para luego cederlo al vencedor de la siguiente edición. Después de devolverlo, los clubes sólo pueden exhibir en sus vitrinas una copia a escala reducida de la copa original. Sin embargo, el equipo que consigue ganar en cinco ocasiones alternas o tres consecutivas el mismo trofeo, se queda con él en propiedad y se comienza un nuevo ciclo poniendo todos los contadores de títulos a cero. 
A partir de la temporada 2022-23 está en disputa el séptimo trofeo, habiéndose repartido cinco clubes la propiedad de los anteriores:
- F. C. Barcelona: propietario de tres trofeos, el cuarto (2011-2014), sexto (2019-2022) y séptimo (2023-2025).
- Levante U. D.: propietario de un trofeo, el primero por ser el primer campeón de la Superliga (2001-02).
- Athletic Club: propietario de un trofeo, el segundo (2002-2005).
- Rayo Vallecano: propietario de un trofeo, el tercero (2005-2011).
- Atlético de Madrid: propietario de un trofeo, el quinto (2014-2019).

| Trofeo | Año       | Club               | Títulos                   |
| ------ | --------- | ------------------ | ------------------------- |
| 1°     | 2001-2002 | Levante U. D.      | 2001-02                   |
| 2°     | 2002-2005 | Athletic Club      | 2002-03, 2003-04, 2004-05 |
| 3°     | 2005-2011 | Rayo Vallecano     | 2008-09, 2009-10, 2010-11 |
| 4°     | 2011-2014 | F. C. Barcelona    | 2011-12, 2012-13, 2013-14 |
| 5°     | 2014-2019 | Atlético de Madrid | 2016-17, 2017-18, 2018-19 |
| 6°     | 2019-2022 | F. C. Barcelona    | 2019-20, 2020-21, 2021-22 |
| 7°     | 2022-2025 | F. C. Barcelona    | 2023-23, 2023-24, 2024-25 |